# Harry Tanfield
Harry Tanfield (Great Ayton, 17 de noviembre de 1994) es un ciclista británico, miembro del equipo Hubo-Scott CT. Su hermano Charlie también es ciclista profesional.

## Palmarés
2017
- 1 etapa del Tour de Quanzhou Bay

2018
- 1 etapa del Tour de Yorkshire
- 2.º en el Campeonato del Reino Unido Contrarreloj

## Resultados en Grandes Vueltas
| Carrera | Carrera         | 2015 | 2016 | 2017 | 2018 | 2019 | 2020 | 2021 | 2022 | 2023 | 2024 |
| ------- | --------------- | ---- | ---- | ---- | ---- | ---- | ---- | ---- | ---- | ---- | ---- |
|         | Giro de Italia  | —    | —    | —    | —    | —    | —    | —    | ―    | ―    | ―    |
|         | Tour de Francia | —    | —    | —    | —    | —    | —    | ―    | ―    | ―    | —    |
|         | Vuelta a España | —    | —    | —    | —    | —    | Ab.  | ―    | ―    | —    | ―    |

—: no participa
Ab.: abandono

## Equipos
- JLT Condor (2015)
- Pedal Heaven Race Team (2016)
- Canyon (2017-2018)
  - Bike Channel-Canyon (2017)
  - Canyon Eisberg (2018)
- Team Katusha-Alpecin[1] (2019)
- AG2R La Mondiale[2] (2020)
- Qhubeka[3] (2021)
  - Team Qhubeka ASSOS (2021)[4]
  - Team Qhubeka NextHash (2021)
- Ribble Weldtite Pro Cycling (2022)
- TDT-Unibet Cycling Team (2023)
- Saint Piran (2024)